# The Way to Heaven (film 1914)
The Way to Heaven è un cortometraggio muto del 1914 diretto da Ulysses Davis.

## Produzione
Il film fu prodotto dalla Vitagraph Company of America.

## Distribuzione
Distribuito dalla General Film Company, il film - un cortometraggio in una bobina - uscì nelle sale cinematografiche statunitensi il 12 marzo 1914.
Copia della pellicola si trova conservata nel National Film Archive di Londra.